# Horatio Alger
Horatio Alger, Jr. (Chelsea, Massachusetts, 13 de enero de 1834 - Natick, Massachusetts, 18 de julio de 1899) fue un escritor estadounidense.
Era hijo de un pastor protestante unitario, se graduó en la Universidad de Harvard con honores y después obtuvo un título en Teología. Fue obligado a dejar su púlpito después de ocuparlo durante dos años, esto a causa de unas acusaciones que se le hicieron sobre actividades inapropiadas con los adolescentes, hecho que plasmó en sus escritos.
Comenzó su carrera con la obra Ragged Dick de 1868, escribió más de cien libros que fueron casi similares en la prédica de que mediante la honestidad, la perseverancia y el arduo trabajo, un muchacho pobre pero virtuoso tendría su recompensa justa. 
Sus obras vendieron más de veinte millones de copias, a pesar de los endebles diálogos y tramas, siendo Alger uno de los más populares e influyentes escritores (en el aspecto social) de finales del siglo XIX.

## Obras en línea

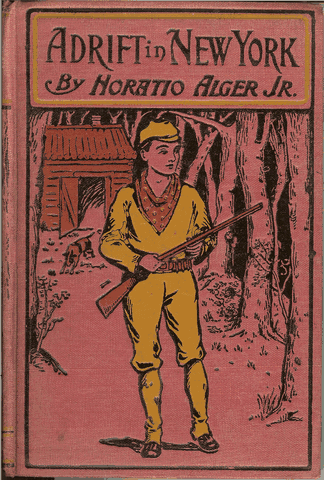
Cubierta de la edición de 1900 de Adrift in New York, de Horatio Alger, Jr.

- Helping Himself; or, Grant Thornton's Ambition (1886)
- Slow and Sure; The Story of Paul Hoffman the Young Street-Merchant (1872)
- The Store Boy; or, The Fortunes of Ben Barclay (1887)
- Strive and Succeed; or, The Progress of Walter Conrad (1872)
- The Telegraph Boy (1879)
- The Young Bank Messenger (1898)